# Profenamine
Profenamine (INN; còn được gọi là ethopropazine (BAN); tên thương mại Parsidol, Parsidan, Parkin) là một dẫn xuất sử dụng như một tác nhân chống Parkinson  có tính kháng acetylcholin, thuốc kháng histamin, và kháng adrenergic. Nó cũng được sử dụng trong việc làm giảm hội chứng ngoại tháp gây ra bởi các loại thuốc như các hợp chất phenothiazine khác, nhưng, giống như các hợp chất khác có đặc tính antimuscarinic, không có giá trị chống lại chứng khó vận động muộn.